# کاماکوئو
کاماکوئو (به لاتین: Camacuio) یک منطقهٔ مسکونی در آنگولا است که در استان نامیبه واقع شده‌است. کاماکوئو ۷٬۴۵۲ کیلومتر مربع مساحت و ۵۰٬۳۴۹ نفر جمعیت دارد.